# Sweet Love (canção de Chris Brown)
"Sweet Love" é uma canção gravada pelo cantor e compositor norte-americano Chris Brown, gravada para seu quinto álbum de estúdio Fortune (2012). Foi escrita por Brown, Cory Marks, Tommy Doyle Jr., Greg Curtis, Jason "JP" Perry, Jamal "Polow da Don" Jones, e produzida pelos dois últimos. A canção foi lançada para áreas radiofônicas urban contemporary e urban mainstream a 10 de abril e 16 de abril, respectivamente, e sendo lançada para download digital a 13 de abril em países europeus e oceânicos e em 17 seguinte nos Estados Unidos. Deriva de origens estilísticas de R&B e soul, que infunde som eletrônico com uma mistura de percussão, piano e sintetizadores. Liricamente, o tema mostra o interprete pedindo para uma garota tirar a roupa, para terem relações sexuais.
"Sweet Love" recebeu análises positivas dos críticos de música, que elogiaram o seu conteúdo lírico. Depois do seu lançamento, a faixa situou-se em duas tabelas norte-americanas; alcançou a vigésima quinta posição no Hot R&B/Hip-Hop Songs e a 89.ª posição na exitosa Billboard Hot 100. Seu vídeo musical acompanhante foi co-dirigido por Brown e Godfrey Taberez, e foi filmado no Universal Studios, Los Angeles, Califórnia. A gravação mostra cenas íntimas do cantor e uma garota tendo relação sexual, enquanto garotas flutuam ao lado da cama, que é inter-cortadas por cenas de Brown dançando para garota. A gravação audiovisual foi considerada adulta, embora à ideia foi elogiada pela mídia especializada.

## Antecedentes
"Sweet Love" foi produzido por Polow da Don, e anunciado como single em 28 de março de 2012 vai twitter, no mesmo dia Brown postou a música no seu site oficial. A capa foi postada no dia 28 e apresenta o cantor sentado olhando para as pernas de três garotas, com fundo preto e branco, e assim como a capa do single anterior "Turn Up the Music" e o álbum Fortune, "Sweet Love" está escrito em símbolos. Para a revista Rap-Up a capa é "adulta e sexy". O número será lançado para download digital em 17 de abril de 2012.

## Composição
"Sweet Love" é um lenta balada de R&B. A instrumentação é composta de drum machine e sintetizadores. De acordo com Nadeska Alexis da MTV RapFix, Brown canta em um tom de falsete, o que ela diz lembra do cantor Michael Jackson. Amy Sciarretto do PopCrush comparou a sonoridade da música com Boyfriend de Justin Bieber. Liricamente, a faixa é baseada, em Brown pedindo a uma garota para ficar nua para que eles possam fazer amor. No refrão, ele harmoniza: "Oooh baby let's get naked / Just so we can make sweet love / All these sensations got me going crazy for you / Inside on top of you / Grinding inside and out of you /Baby I know what to do / Let's just take our clothes off".

## Recepção da crítica
Nadeska Alexis da MTV RapFix comentou que "Breezy mantém a sensualidade em toda a estadia elevada toda a música com letras explícitas que, em teoria, poderia facilmente conquistar qualquer menina". Gayles Contessa do site The Boombox descreveu como "música pra fazer bebê". Amy Sciarretto do PopCrush comentou que "a canção é uma sexy balada lenta de R&B" que poderia "facilmente atrair Rihanna de volta". Um escritor da TV Fuse descreveu "Sweet Love" como uma música "sexy" que é "basicamente pornografia auditiva". Joseph Patterson da MTV UK chamou-a de um "clássico de Chris Brown e é sem dúvida um música para os amantes". Robbie Daw do Idolator deu a música uma resposta mista e sentiu que "não é realmente a oferta mais inovadora" que ouviu de Brown. Daw concluiu que a música "não é um hino para as rádios populares, mas é o suficiente para manter o prazer na primavera deste ano". Melinda Newman de HitFix criticou a produção porque sentiu que "os batimentos dos sintetizadores oprimem a balada".

## Faixas e formatos
| Versão single |                |         |  |
| N.º           | Título         | Duração |  |
| 1.            | ""Sweet Love"" | 3:19    |  |

## Desempenho nas tabelas musicais
"Sweet Love" fez sua primeira aparição no chart estadunidense Hot R&B/Hip-Hop Songs na #90 posição, em 14 de abril de 2012. Na semana seguinte alcançou a #62 posição. Na terceira semana alcançou a 53° posição. A canção já atingiu o pico na 42 posição. Com o lançamento digital, a canção estreou no número 89 na Billboard Hot 100. No chart digital do Gaon na Coreia do Sul a música estreou na décima segunda posição com vendas de 22 mil cópias.
| País/Parada musical (2012)                  | Melhor Posição |
| ------------------------------------------- | -------------- |
| Coreia do Sul - International Singles Chart | 12             |
| Estados Unidos - Billboard Hot 100          | 89             |
| Estados Unidos - Hot R&B/Hip-Hop Songs      | 39             |